# Amsterdam, la courbure d'or dans le Herengracht
Amsterdam, la courbure d'or dans le Herengracht est une peinture à l'huile de Gerrit Berckheyde réalisée en 1672. Le tableau est conservé au Rijksmuseum Amsterdam à Amsterdam.